# Hurricane (Natalie Grant)
Hurricane è l'ottavo album in studio della cantante statunitense Natalie Grant, pubblicato nel 2013.

## Tracce
1. Closer to Your Heart – 3:51 (Natalie Grant, Bernie Herms, Maureen McDonald, Rune Westberg)
2. Hurricane – 3:28 (Matt Bronleewe, Grant, Cindy Morgan)
3. For All of Us – 4:49 (Michael Farren, Richard Craig Felker, Jesse Robert Grisham III, Jason Christopher Killebrew, Joel Ray Purdy)
4. Whisper – 3:52 (Ashley Gorley, Grant, Herms)
5. Burn Bright – 4:22 (Grant, Herms, Stephanie Lewis, David Moffitt)
6. This Is Love – 3:45 (Bronleewe, Grant, Morgan)
7. Born to Be (featuring Gary LeVox) – 3:57 (Grant, Herms, Brett James)
8. Dead Alive – 3:12 (Kyle Lee, Sam Tinnesz)
9. When I Leave the Room – 4:34 (Grant, Herms, Nichole Nordeman)
10. In the End – 4:54 (Grant, Herms)

Tracce Bonus iTunes Store
1. Closer to Your Heart (Capital Kings Remix) – 4:14 (Grant, Herms, McDonald, Westberg)
2. This Is Love (David Thulin Remix) – 3:59 (Bronleewe, Grant, Morgan)
3. Hurricane (Acoustic) – 4:18 (Bronleewe, Grant, Morgan)
4. I Love the Lord – 3:34 (Richard Smallwood)